# Hartman I van Württemberg
Hartman I (1160 - 19 augustus 1240) was getrouwd met gravin Wolfrad van Veringen (1178 - 1226). Hartman was graaf van Württemberg van 1181 tot aan zijn dood.
De gebroeders Hartman I en Lodewijk III noemden zich beiden tegelijkertijd "graaf van Württemberg", zodat men er kan van uitgaan dat beiden het graafschap gemeenschappelijk bestuurden. Beiden zijn zonen van graaf Lodewijk II en werden schriftelijk vermeld door koning Otto II bij Rijnlandse, Zwabische en Frankische paltsen. Hartman begeleidde Otto ook bij zijn keizerskroning naar Rome en werd er in de Italiaanse documenten vaak als getuige vermeld. Na de aanstelling van Frederik II van Staufen tot koning en keizer helde hij met zijn broer over naar de Staufen: beiden stonden Otto en zijn zoon en medekoning Hendrik VII bij in belangrijke staatsonderhandelingen.
Het was ook Hartman die door zijn huwelijk met de erfdochter van het Veringens geslacht zich naar Opper-Zwaben wendde en daar goederen verwierf die tot het jaar 1200 in Veringens bezit waren en daarna aan Württemberg kwamen (bijvoorbeeld Altshausen, Burg Alt-Veringen zelf, de rechterkant van Eschach en het graafschap ten oosten van de Apphagaues).